# مترو الشرقية (السعودية)
مترو الشرقية هو نظام مترو مقترح لمنطقة الدمام الحضرية في المنطقة الشرقية بالمملكة العربية السعودية. تقدر تكلفة هذا المشروع 60 مليار ريال سعودي (16 مليار دولار أمريكي).

## التاريخ
وافق مجلس الوزراء على نظام النقل العام المتكامل للدمام في 19 مايو 2014م وأعلن عن هذا الخبر أمين المنطقة الشرقية المهندس فهد بن محمد الجبير في 12 مايو 2014م. يشتمل المشروع 50 كيلومتر من السكك الحديدية الخفيفة و110 كيلومتر من حافلات النقل السريع و350 كيلومتر من الحافلات تربط ضواحي المدينة. كما وافق المجلس على إنشاء شركة خاصة لمراقبة تنفيذ المشروع.
نظام السكك الحديدية الخفيفة سيكون مكون من خطين. الخط الأول سيربط جزيرة تاروت بجسر الملك فهد عن طريق القطيف والدمام والظهران. أما الخط الثاني فسيربط طريق الملك فهد في الدمام بمطار الملك فهد الدولي. استغرقت الدراسات لوضع اللمسات الأخيرة على التشكيلة وموقع المحطات نحو 18 شهراً. صرح رئيس هيئة النقل العام رميح الرميح في مؤتمر ومعرض الشرق الأوسط للسكك الحديدية 2017 في دبي في 7 مارس 2017 أن مشروع مترو الدمام سيكون شراكة بين القطاعين العام والخاص.
صرح فهد الجبير في عام 2022 أن المشروع متوقف في الوقت الحالي.